# 9865 Akiraohta
9865 Akiraohta este un asteroid din centura principală, descoperit pe 3 octombrie 1991, de Kenzō Suzuki și Takeshi Urata.